# Bérenger Anceaux
Bérenger Anceaux (* 4. Mai 1995) ist ein französischer Schauspieler.

## Leben
Der am 4. Mai 1995 in Frankreich geborene Bérenger Anceaux hatte mit fünfzehn Jahren seinen ersten Auftritt in einem Kurzfilm Too Late (Zu spät), den er selbst geschrieben und produziert hatte. Ein Jahr später folgte der Kurzfilm Le jour le plus court (Der kürzeste Tag). Sein Durchbruch erfolgte 2015 (2016 erschienen) mit dem Spielfilm Baisers cachés (Heimliche Küsse), der sich gegen Homophobie wendet und in dem er an der Seite von  u. a. Patrick Timsit und Catherine Jacob eine der beiden Hauptpersonen, den Nathan, spielt.
Bérenger Anceaux studiert an der Theaterhochschule in Paris und absolvierte erste Bühnenauftritte.

## Filmografie (Auswahl)
- 2010: Too Late
- 2011: Le jour le plus court
- 2015: Heimliche Küsse (Baisers cachés)
- 2016: Le juge est une femme